# Station Greenfield
Greenfield is een spoorwegstation van National Rail in Oldham in Engeland. Het station is eigendom van Network Rail en wordt beheerd door Northern Rail. 